# Унгуз
Унгуз, Унгузька западина (туркм. Üňüz, Unguz) — западина в північній частині пустелі Каракуми в Туркменістані.
По Унгузькій  западині проходить межа між Заунгузькими та Центральними Каракумами, що є складовими частинами Каракумів. 
Це є ланцюг улоговин довжиною до 15 км, шириною 1–4 км, що мають солончакове або такирне плоске дно і розділених перемичками з піщаних порід або навіяних пісків. 
Вчені впевнені, що це залишки найдавнішого русла Амудар'ї (пра-Амудар'я): 60 тисяч років тому річка текла до Каспію найкоротшим шляхом від Карашору через центр Каракумів.